# تفاحة آدم (مسلسل)
تفاحة آدم هو مسلسل تلفزيوني مصري عرض في رمضان 1435 هـ/2014م.

## قصة العمل
تدور أحداث المسلسل حول نصاب محترف يتفنن في كيفية الحصول على كل ما يريده، ومهارته الفائقة في ألاعيب النصب قد أتعبت الأجهزة الأمنية التي تحاول بشتى السبل القبض عليه، وتتغير حياة النصاب تماما عندما يقابل في طريقه فتاة متخصصة في قرصنة الحواسيب، والتي تصير خير عون له .

## بطولة
| - خالد الصاوي: يوسف /أدم/ الخواجة - بشرى: إيناس - ريهام عبد الغفور: هويدا - سامي العدل:الحاج - محمد الشقنقيري: جابر - زكي فطين عبد الوهاب: اللواء شريف سرايا - فرح فيدرا: المذيعة نجوى ثابت - سامي مغاوري: توفيق علام - محمود مسعود: الشيخ رفعت السملاوي - هياتم: فتحية أم يوسف - أميرة نايف: سالي زوجة توفيق | - هشام عبد الله: اللواء حسن سرايا - حنان سليمان: الشيخة صباح - ناهد رشدي:شهيرة سرايا - عبد الرحيم حسن: اللواء مصطفى درويش - عهدي صادق:حلاق الحارة - مصطفى درويش:ياسر ظابط بالداخلية - إيمان إمام: النقيب فاتن الايباري - عمر السعيد: الرائد خالد زهران - عثمان شكري: اللواء عادل يس - كمال سليمان: النائب فريد خطّاب - هدى الإدريسي:كارما زوجة شريف | - هشام جمعة: الظابط فؤاد مسعود - علياء عساف: مريم شريف سرايا - حسن العدل: الشيخ منصور شبانة - أحمد صادق:الواء حمدي أبو النجا - نيرة عارف:صديقة سالي - مروة الأزلي:خادمة فتحية - محمد خميس:عبد الله - وائل سامي:الرائد رامي - مروة ناجي: فاطمة - محمد طلعت - ريم المنسي | - نهى محمود - يحيى فودة - ليلى عز العرب: أم أيناس - إيمان لطفي:نقيب سلوى خليل - زينب وهبي: نادية خادمة شهيرة - جميلة عزيز:فتاة ليل - نهى شوقي - محمد مكي - نهى العمروسي: د. عواطف مديرة المستشفى - يوسف حسام: طفل - يوسف وائل: طفل |

- حليم العيسوي
- حمدي ندا
- تامر الجوهري
- يحيي فودة
- ليلى النجار
- خالد عمارة
- سارة طارق
- سحر أبو العز
- شريف صبحي
- محمد علي
- وليد نبيل: د. شادي
- مصطفى أحمد
- أحمد عبد الوهاب
- ناريمان علي
- شيماء شريف
- ريمون
- أحمد هيبة:أحد رجال الحارة
- جمال حجازي: من رجال الحارة
- ياسمين فتحي
- أحمد سند
- طلعت الشريف
- ممدوح عبد الخالق
- حازم ناصف
- خالد أبو زهرة
- سيد الطيب:عوض حماد
- نانا الإبياري
- شيماء سيف:ممرضة بالمستشفى
- مونيا منير
- منى طه
- أيمن طلبة
- محمد الخولي
- محمود الشربيني
- نانسي حماد
- حسن البجيجي
- غادة كامل
- عزة مصطفى
- يوسف جلال
- محمد فاروق
- وليد حسن
- يحيى زكريا
- ماهر سليم:النائب العام
- عبد الله حفني:الشيخ وجدي
- نهى العدل
- شريف رواش: صحفى
- مايكل سعد
- إيناس عز الدين
- أحمد شعبان
- أحمد صبري غباشي: الضابط عادل ياسين صغيرًا
- أحمد سامي: العسكري سعيد
- ساندي سليم: فتاة ليل
- جابر فراج: محمد العسكرى
- ميشو
- ممدوح سالم: صول امين
- أحمد عبد الوهاب
-هالة مرزوق: صحفية

## فريق العمل
| - مخرج: علي إدريس - مشرف إضاءة: كريم فارس - ماكيير: إيهاب محروس - كوافير: هيثم دهب - منسق المناظر: شادي عباس صابر - مهندس ديكور مساعد: أيمن إلهامي - سالم حسين - أمير سمير - محاسب إنتاج:لإبراهيم يوسف - مراجع حسابات: هاني أيوب - مدير إدارة المتابعة: إيهاب أبو بكر - منفذو الإنتاج: محمد رشيد - أحمد عبد الرحيم - محمد ماهر- أيمن عباس - محمد إدريس - إدارة الإنتاج:إبراهيم عبد العظيم - مدير الإنتاج: محمد فتحي - إبراهيم علي - كاميرا مان: وليد جابر - فوكس بولر: حسام الدين محمد - محمد عكاشة - عمر الشربيني | - مصور ستيدي كام: يوسف بارود - كاستينج : مي ممدوح - أمير سمير - رامي الجندي - ماجد معروف - مخرج منفذ: وحيد محب - مساعد مخرج أول:مصطفى أبو سيف - مساعد مخرج ثاني: جمال حرب - سكريبت حركة:أمير حلمي - مخرج مساعد: أكرم حسام الدين - مخرج منفذ: لمياء عادل - الإدارة المالية: أحمد عادل - مونتاج موسيقى:أحمد جبه - مونتاج الصوت: بسام العليمي - مونتير مساعد: رغدة عصام حسني - م. مصممة ملابس: عبير البدراوي | - منسقة عمليات:سلمى أحمد - سارة مجدي - منسقة إعلامية: رحاب محسن - مشرف ما بعد الإنتاج: إسراء طاهر - مساعد شخصي للرئيس التنفيذي: فاطمة منسي - إنتاج وتوزيع: العدل جروب - مهندس صوت: خالد بيبو - ألوان: رمزي عامر - تصميم الملابس: ريم العدل - ميكساج: أحمد جابر - موسيقى وألحان: خالد حماد - كلمات التتر: محمد الحناوي - تأليف الأغاني: رفيق الشوري - ألحان: ممدوح صلاح | - غناء: مروة ناجي - مهندس الديكور: أحمد عزب - منتج فني: أيمن شوقي - مشرف عام على الإنتاج: شريف زلط - مونتاج: رانيا المنتصر بالله - مدير التصوير: أحمد عبدالعزيز - مؤلف: محمد الحناوي - منتج: جمال العدل - مساعد مخرج : حسام الجزار - مساعد مخرج: كريوس وديع - ديكور: مجدي سيكو - منفذ ملابس: رفعت عبدالحكيم - تصحيح اللهجة: حمادة حسين |

## روابط خارجية
- تفاحة آدم على موقع قاعدة بيانات الأفلام العربية